# Iglesia de San Jerónimo el Real

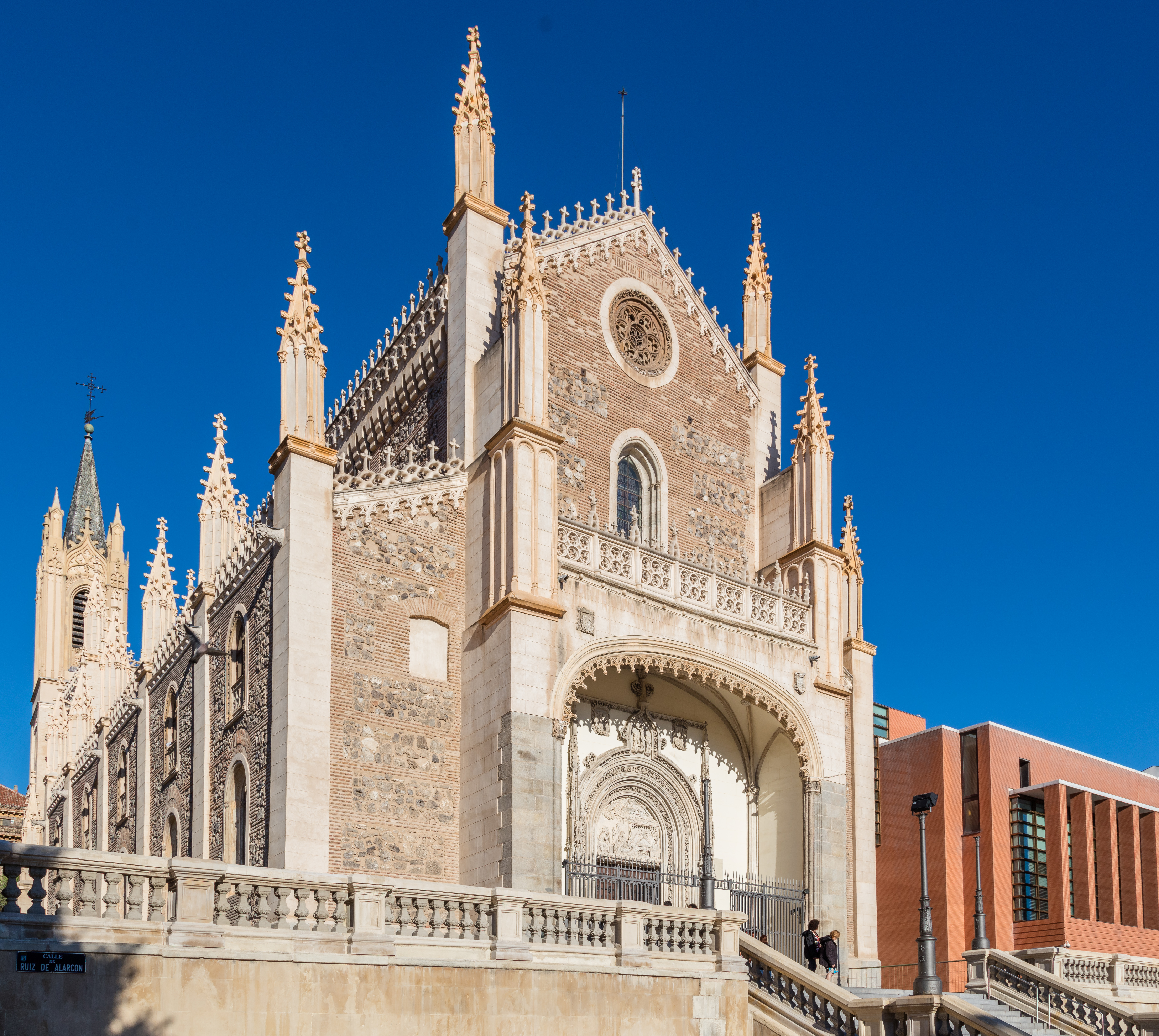
Fachada de la iglesia de San Jerónimo

El antiguo monasterio de san Jerónimo el Real, conocido popularmente como «Los Jerónimos», fue uno de los monasterios más importantes de Madrid, regido originariamente por la Orden de San Jerónimo. Junto a él existía el llamado Cuarto Real, luego ampliado como Palacio del Buen Retiro en tiempos de Felipe IV.
Del convento subsisten actualmente la iglesia, convertida en parroquia de san Jerónimo, y un claustro renacentista.
La iglesia y el convento estuvieron estrechamente ligados a la vida de la Corte y la monarquía española. El templo fue escenario frecuente de funerales, juras de herederos, bodas y proclamaciones regias, siendo la última de éstas la del rey Juan Carlos I.
El claustro fue trazado por fray Lorenzo de San Nicolás, siguiendo los cánones de la arquitectura escurialense. Tras años de abandono durante los siglos XIX y XX, que lo habían llevado a un estado ruinoso, fue incorporado al Museo del Prado como parte de la ampliación diseñada por el arquitecto Rafael Moneo, para lo cual fue desmontado pieza a pieza y reconstruido en el mismo lugar.

## Historia
Si bien anteriormente Enrique IV de Castilla había ya mandado construir otro monasterio de jerónimos a orillas del río Manzanares en 1463, y poco después, en 1470 había dotado a la congregación de prebendas y privilegio para recaudar impuestos, es algo después, a finales del siglo XV, cuando los Reyes Católicos ordenan la construcción en Madrid de un monasterio de monjes jerónimos que sirviera de aposento a la Familia Real en sus estancias en la villa. Este monasterio de san Jerónimo se realizó en estilo gótico tardío con influencias renacentistas.
Del monasterio existente hablaba el cardenal Cisneros en 1516 cuando escribía: «El monasterio de san Jerónimo extramuros de la villa de Madrid, como está aquí la corte la más del tiempo, siempre se aposentan allí las personas reales y otros muchos caballeros de la corte».
En 1510 Fernando el Católico reúne Cortes en el templo y en 1528, en las cortes de Castilla convocadas en Madrid en el monasterio de san Jerónimo por Carlos I, se declaró allí a Felipe de Habsburgo príncipe de Asturias, y fue jurado como heredero y sucesor de los reinos de Castilla, una tradición que se mantendrá hasta la de Isabel II, en 1833.
En el siglo XVI, Felipe II amplía el llamado Cuarto Real, unos aposentos destinados al alojamiento de los monarcas y que sería germen del futuro Palacio del Buen Retiro que crecería junto a San Jerónimo «el Real». El Cuarto Real estaba junto al lado del Evangelio del presbiterio, de tal suerte que el rey podía escuchar misa desde su dormitorio, costumbre que también es patente en el diseño y distribución del Monasterio de El Escorial.
El monasterio y el palacio anexo vivieron su época de mayor esplendor durante el reinado de Felipe IV, que hizo del complejo el centro de la vida cortesana. En el templo tuvo lugar la jura como heredero de los reinos de Castilla del malogrado príncipe Baltasar Carlos de Austria.
Durante la invasión napoleónica de 1808 (Guerra de la Independencia), el monasterio y el Palacio del Buen Retiro quedaron gravemente dañados por el ejército invasor. Como consecuencia de esto y en afán de mantener lo que quedaba Fernando VII convierte el monasterio en cuartel de artillería. Años después, Francisco de Asís, consorte de Isabel II, ordena a Narciso Pascual y Colomer la restauración de la iglesia, fruto de la cual son las torres de su cabecera, que flanquean el ábside. El complejo palaciego del Buen Retiro corrió peor suerte: sufrió tales daños que se demolió, a excepción del Casón del Buen Retiro y el Salón de Reinos.
En 1878 se cedió el templo al arzobispado de Toledo (la diócesis de Madrid-Alcalá no se crearía hasta 1885), que emprendió nuevas reformas en las que el interior fue completamente remodelado, eliminándose las tribunas del siglo XVI.
En San Jerónimo se celebró el enlace matrimonial entre el rey Alfonso XIII y Victoria Eugenia de Battenberg el 31 de mayo de 1906.
El 27 de noviembre de 1975 el cardenal Vicente Enrique y Tarancón presidió la misa votiva del Espíritu Santo, en el comienzo del reinado de Juan Carlos I.
A principios del siglo XXI, y como consecuencia del acuerdo de cesión del claustro del monasterio al Museo del Prado, la iglesia fue totalmente restaurada, tanto interior como exteriormente.
En el interior, se cambió la disposición del altar mayor, reponiendo La última comunión de san Jerónimo, cuadro de grandes dimensiones obra de Rafael Tejeo, en el ábside, y se colocó en el crucero el retablo neogótico obra de José Méndez. Se expusieron pinturas cedidas por el Prado, entre ellas, señeros cuadros de Juan Andrés Ricci (San Benito bendiciendo el pan), Francisco Rizi (Adoración de los pastores, firmada y fechada en 1668), José Moreno (Huida a Egipto) o Antonio de Pereda. Durante las tareas de rehabilitación aparecieron pinturas murales del siglo XVI y unos bajorrelieves, muy dañados, de estilo renacentista, en una de las capillas.
En 2022-2023 se han recuperado en una de las capillas el sepulcro y el monumento funerario de Hans Khevenhüller, embajador imperial en Madrid entre 1572-1606.

## Claustro de los Jerónimos
A finales del siglo XX, la iglesia y el vecino claustro contrastaban por su dispar estado de conservación. La escalinata del templo presentaba un buen aspecto, pero el edificio acusaba el paso del tiempo y todavía peor era la situación del claustro: sus muros perimetrales se habían desmoronado parcialmente, dejando al descubierto las columnas del interior, y la maleza crecía entre las ruinas. Una situación incomprensible para una de las zonas urbanas de Madrid más ilustres y más protegidas por la legislación.

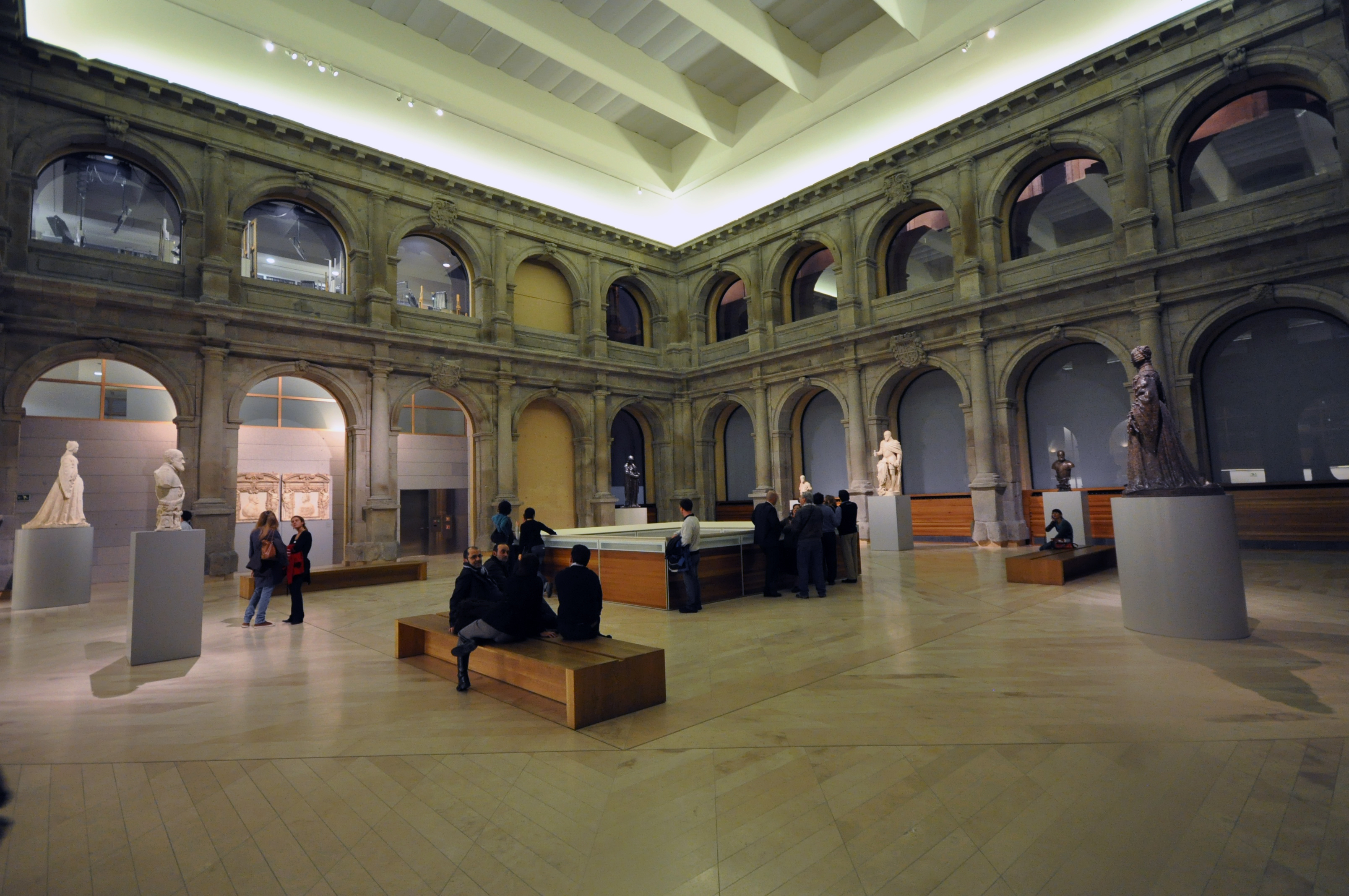
Claustro de los Jerónimos, en la ampliación del Museo del Prado.

Al barajarse la necesaria ampliación del vecino Museo del Prado, el Ministerio de Cultura desechó varias opciones y eligió como la más factible y menos traumática prolongar los espacios de la pinacoteca hacia los Jerónimos. Se recuperaba el solar del claustro, que quedaba conectado con la sede principal del museo de forma subterránea. Con esta intervención, el edificio principal del Prado (erigido en el siglo XVIII por Juan de Villanueva) no sufría la más mínima alteración y la ampliación hacia los Jerónimos permitía cubrir el desnivel entre el paseo del Prado y la calle de Ruiz de Alarcón.
El Ministerio de Cultura y el arzobispado de Madrid llegaron a un acuerdo, por el que el claustro (propiedad de este) pasaba a manos del Prado, a cambio de la construcción de una casa cural anexa (diseñada por otro arquitecto) y la restauración integral del templo.
Para la recuperación del claustro, se desmontaron una a una las piedras de sus dos pisos de galerías. Estos bloques fueron numerados y trasladados para su limpieza a las afueras de la ciudad. Paralelamente, el solar del claustro fue excavado y vaciado, quedando conectado subterráneamente con el nuevo atrio o recibidor pensado por Rafael Moneo a espaldas del edificio principal del Prado.
Culminada la obra, el claustro mantiene su patio interior, con sus arcos y columnas originales, y recupera su volumen exterior en forma de cubo, a lo que debe su nombre popular. Se utilizó ladrillo rojo para las fachadas, a fin de que entonaran mejor con los edificios circundantes. Interiormente, el elemento más novedoso es un lucernario que atraviesa el edificio, desde el claustro hasta las plantas subterráneas dedicadas a exposiciones. Han merecido también elogios las puertas de bronce de Cristina Iglesias, que conectan el edificio del claustro con la calle de Ruiz de Alarcón.

## Fechas importantes

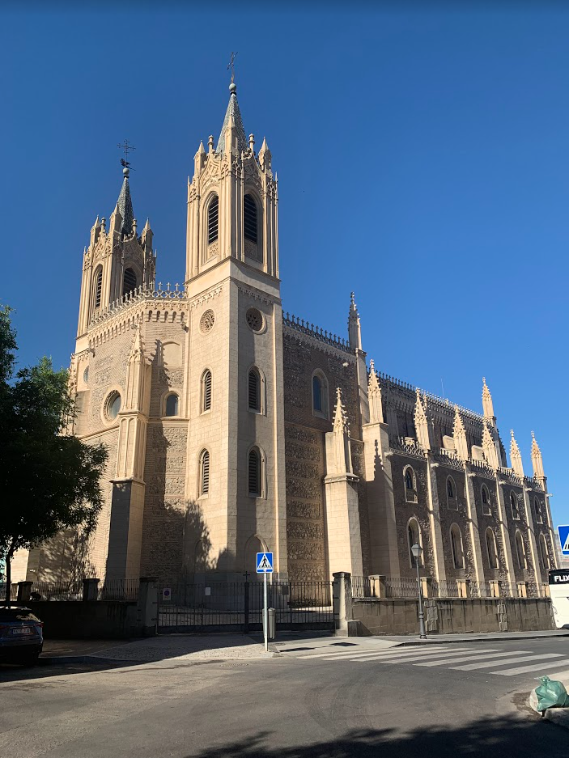
Ábside y torres.

- 1502 a 1505 — Construcción del templo y monasterio.
- 1560 — Construcción del claustro plateresco al oeste, hoy inexistente.
- 1612 — Construcción del claustro renacentista clásico al sur, por el arquitecto Miguel Martínez.
- 1808 — Destrucción de la portada gótica, retablos, etc. Convertido en cuartel.
- 1812 — Reparaciones de emergencia tras la Guerra de la independencia.
- 1833 — Restauración interior para la jura de Isabel II, por el arquitecto Custodio Moreno.
- 1835 — Conversión en cuartel de artillería y hospital de inválidos.
- 1855 — Convertido en hospital de coléricos.
- 1855 — Proyecto de restauración del arquitecto Domingo Gómez de la Fuente.
- 1859 — Restauración del exterior bajo el patrocinio del rey consorte, Francisco de Asís, por el arquitecto Narciso Pascual Colomer: torres, pináculos, crestería gótica y portada, labrada por el escultor Ponciano Ponzano.
- 1879 a 1882 — Restauración del interior y construcción de la casa parroquial bajo patrocinio del Cardenal Moreno: adornos de puertas, arcos, tribunas, barandal del coro, los tres retablos de cabecera, terminación de la portada, vidrieras y rejería, por el arquitecto Enrique Mª Repullés y Vargas.
- 1905 — Construcción de la escalinata y atrio para la boda de Alfonso XIII.
- 1910 — Proyecto de restauración y terminación del claustro, por el arquitecto Pedro Muguruza. No realizado.
- 1940 — Restauración del templo y ampliación de la casa parroquial, por el arquitecto Francisco Íñiguez.
- 1962 a 1964 — Construcción del salón bajo el atrio al oeste.
- 1972 — Proyecto de expropiación del atrio en la ampliación del Museo del Prado, por el arquitecto Fernando Chueca Goitia, para la Dirección General de Programación e Inversiones del Ministerio de Educación y Ciencia. Aprobado en Consejo de Ministros y derogado por el jefe del Estado, Francisco Franco.
- 1975 — Proyecto de restauración de chapiteles, pináculos y cornisas del arquitecto Fernando Chueca Goitia, no aprobado por la Dirección General de Bellas Artes.
- 1998 — Firma del convenio entre el Ministerio de Cultura y el Arzobispado de Madrid, por el que se cede el claustro del antiguo convento y espacios anexos al Museo del Prado.
- 2007 — 2011 Restauración del claustro e incorporación del mismo al Museo del Prado. Restauración completa del exterior de la iglesia y de su interior.

### Párrocos que han regido la iglesia
- 1883: Feliz Davalillo y Rivas
- 1887: Andrés García Ruiz
- 1892: Antonio Sánchez Barrios

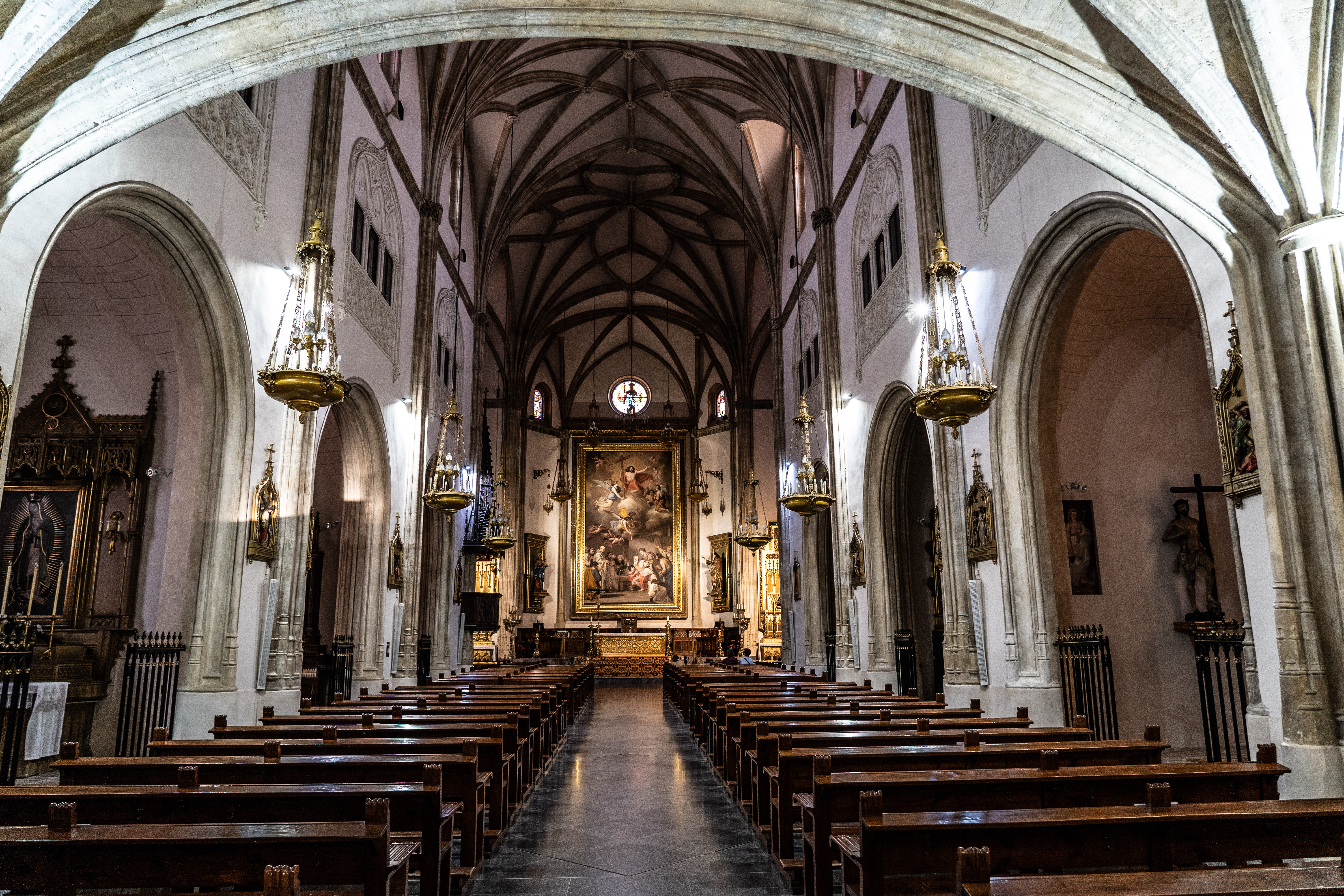
Interior de la nave de San Jerónimo el Real

- 1900: Cesáreo de la Riva y Rodrigo
- 1911: Antonio Calvo y Maestre
- 1947: Pedro Martínez Pardo
- 1964: Cecilio de Santiago y Cornejo
- 1988: Manuel González Cano
- 2001: Julián Melero Guaza
- 2016: Daniel Escobar Portillo
- 2016: José Luis Bravo Sánchez